# Dreifaltigkeitskapelle (Rieden an der Kötz)

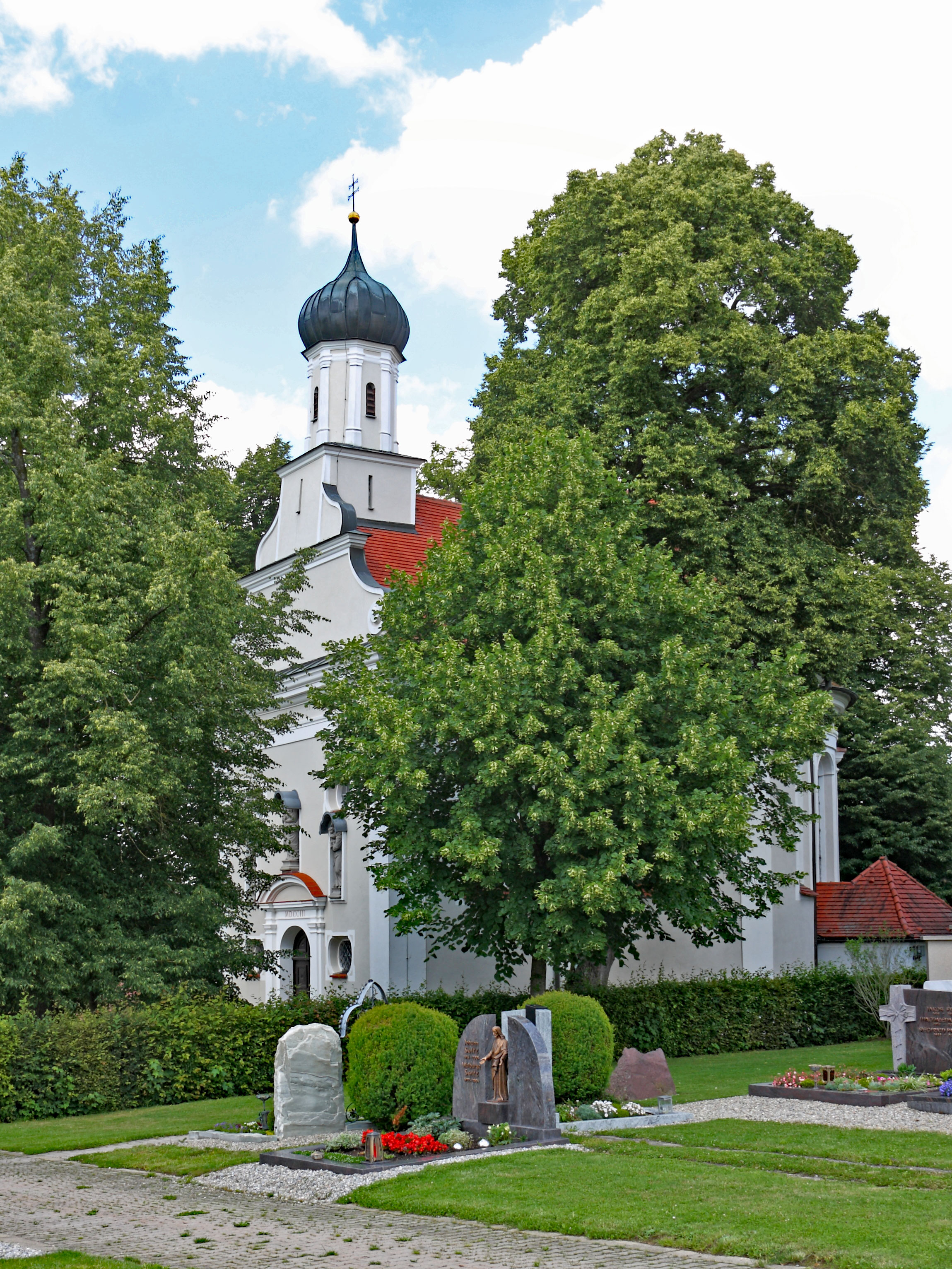
Dreifaltigkeitskapelle in Rieden an der Kötz

Die Dreifaltigkeitskapelle, eine ehemalige Wallfahrtskirche, steht in Rieden an der Kötz, einem Stadtteil von Ichenhausen im schwäbischen Landkreis Günzburg von Bayern. Das Bauwerk ist in der Liste der Baudenkmäler in Ichenhausen als Baudenkmal unter der Nr. D-7-74-143-64 eingetragen.

## Beschreibung
Die Kapelle wurde nach einem Entwurf von Simpert Kraemer errichtet. Sie wurde 1778 von Joseph Dossenberger instand gesetzt. Der Zentralbau besteht aus einem kurzen Langhaus, an das ein Drei-Konchen-Chor nach Osten angefügt ist. Die Fassade im Westen, in der sich das verdachte Portal befindet, hat einen Volutengiebel. Aus dem Satteldach des Langhauses erhebt sich neben dem Giebel der Fassade ein quadratischer Dachreiter, auf dem ein Geschoss mit Pilastern an acht Ecken sitzt, und der mit einer Zwiebelhaube bedeckt ist. Der 1726 gebaute Hochaltar wird von den Statuen des Leonhard von Limoges und der Katharina von Alexandrien flankiert. Das Altarretabel von 1654, das aus der Pfarrkirche stammt, ist mit der Krönung Mariens bemalt. Im Altarauszug ist eine Unbefleckte Empfängnis dargestellt.